# Cephoidea
Cephoidea trata-se de uma pequena superfamília de vespas-da-madeira ("Symphyta") pertencentes a ordem de insetos Hymenoptera. Atualmente conta com cerca de 100 espécies descritas, de 10 gêneros, na única família vivente, Cephidae; também inclui uma família extinta Sepulcidae, que contava com 17 gêneros fósseis. Acredita-se que tenham surgido há cerca de 212 milhões de anos atrás, na Era Noriana. 
A maioria das espécies ocorre no hemisfério Norte, principalmente na Eurasia, e são vespas diurnas. As larvas são brocas de troncos de diversas plantas, especialmente gramíneas, mas também de plantas herbáceas, arbustos e algumas árvores. Algumas espécies são consideradas pragas de grãos (por exemplo, Cephus cinctus atacando trigo). 
São vespas com formato corporal excepcionalmente afilado em relação a outras vespas Symphyta, além de se destacarem por não possuírem "cenchri" (estruturas de repouso das asas fechadas). Evolutivamente, eram anteriormente consideradas como linhagem irmã de Apocrita, mas dados mais recentes indicam que Orussidae é a mais provável linhagem irmã, formando o clado Euhymenoptera.
1. ↑  Constantino, Reginaldo (1 de janeiro de 2024). «Capítulo 6: Princípios de taxonomia». Editora INPA: 114–119. ISBN 978-65-5633-046-4. Consultado em 4 de novembro de 2024
2. ↑  LI, XIAO-QIN; RASNITSYN, ALEXANDR P.; GAO, JIA; ZHANG, YAN-JIE; SHIH, CHUNG-KUN; REN, DONG; ZHAO, YUN-YUN; GAO, TAI-PING (28 de abril de 2023). «New taxa of Sepulcidae (Hymenoptera) from mid-Cretaceous Kachin amber». Palaeoentomology (2). ISSN 2624-2834. doi:10.11646/palaeoentomology.6.2.5. Consultado em 4 de novembro de 2024
3. ↑  Song, Sheng-Nan; Tang, Pu; Wei, Shu-Jun; Chen, Xue-Xin (16 de fevereiro de 2016). «Comparative and phylogenetic analysis of the mitochondrial genomes in basal hymenopterans». Scientific Reports (1). ISSN 2045-2322. doi:10.1038/srep20972. Consultado em 4 de novembro de 2024
4. ↑  Grimaldi, David A.; Engel, Michael S. (2005). Evolution of the insects. Cambridge [etc.]: Cambridge university press
5. ↑  Rand, Tatyana (Junho 2014). «Evaluating the use of common grasses by the wheat stem sawfly (Hymenoptera: Cephidae) and its native parasitoids in rangeland and Conservation Reserve Program grasslands». academic.oup.com. doi:10.1093/jee/toae046. Consultado em 4 de novembro de 2024